# Asociación Atlética Estudiantes
La Asociación Atlética Estudiantes, también conocida como Estudiantes de Río Cuarto, es una entidad deportiva de Argentina, de la ciudad de Río Cuarto, provincia de Córdoba. Su sede se encuentra en la Avenida España 251. Fue fundada el 21 de septiembre de 1912 por un grupo de alumnos del Colegio Nacional N.º 1, de allí su nombre. Su actividad más importante es el fútbol, donde el 5 de mayo de 2019 fue campeón del Torneo Federal A y ascendió a la Primera Nacional, la segunda categoría del fútbol de Argentina, en la que el club milita actualmente. También se practican otras disciplinas como básquet, tenis, y gimnasia artística.
En 1912 se inaugura el Colegio Nacional N.º 1, en el cual sus alumnos forman en 1912 el Centro de Estudiantes y Biblioteca Bernardino Rivadavia. En 1938 se inaugura el estadio de fútbol llamándose Estadio Ciudad de Río Cuarto, que actualmente tiene una capacidad para 11.000 espectadores, siendo el estadio más grande del interior de Córdoba. 
Estudiantes ha logrado alcanzar la máxima categoría en el fútbol, jugando el Nacional 1983, Nacional 1984 y el Nacional 1985.
El equipo el 15 de enero de 2021 perdió la final por el ascenso a la máxima categoría del fútbol argentino en serie de penales frente a Sarmiento de Junín.
El día 31 de enero de 2021, el equipo jugó la final del reducido de la Primera Nacional frente a Platense, en un segundo intento por ascender a primera. 
El equipo Riocuartense perdió dicha posibilidad de ascenso ya que, si bien el partido en tiempo reglamentario culminó 1 a 1, no logró superar la serie de penales (4-2). 
Su clásico rival es el Club Sportivo y Biblioteca Atenas.

## Historia

### El centro Bernardino Rivadavia
El 1 de julio de 1912 se inauguró en Río Cuarto el Colegio Nacional N.º 1, en el cual sus alumnos formaron el Centro de Estudiantes y Biblioteca Bernardino Rivadavia, dedicado a la difusión de las actividades culturales y deportivas. Juan Francisco Remedi fue el primer Presidente del Centro, y por ende de Asociación Atlética Estudiantes. El Centro fue fundado el 21 de septiembre de 1912.
Las acciones del Centro que consistían en veladas artísticas, actos culturales y partidos amistosos de fútbol se limitaban a los meses que comprendía el ciclo lectivo. Tenían un grupo de teatro vocacional que ofrecía funciones en el Teatro Municipal. Los integrantes del Centro eran jóvenes de edad de estudiantes secundarios. La vida cultural del Centro incluía, además, la biblioteca y la edición del semanario "Hacia la Luz".
Estudiantes en sus inicios vestía camiseta negra. En el pecho destacaban en color blanco las letras C y E, referencia al Centro Estudiantil o Club Estudiantes. La siguiente camiseta que utilizó Estudiantes (año 1916) fue una negra con una franja blanca horizontal al medio. En 1917 comenzó a usar la tradicional camiseta color celeste.
El Centro Bernardino Rivadavia adquiría el papel de protagonista en la Reforma Universitaria de 1918.

#### La división del centro
Los objetivos del Centro se iban alejando cada vez más de lo deportivo, centrándose más sus inquietudes en lo intelectual y cultural, y se produjo la inevitable división institucional, quedando por un lado los interesados en seguir con la actividad cultural, la biblioteca y el semanario que editaban, y por otro los que iban a trabajar en lo deportivo. El 27 de agosto de 1918 se reunieron en la casa de comercio de Diego Viré (situada por obra del destino enfrente de donde funcionó en sus comienzos el Colegio Nacional y, suponemos, se fundó el Centro en 1912) con la determinación de convertirse en libres e independientes y alejarse definitivamente del Centro Bernardino Rivadavia. La asamblea reunida para formar la nueva institución resolvió:

### Acta Número Uno
En la ciudad de Río Cuarto a veintisiete días del mes de agosto del año mil novecientos dieciocho, reunidos en un local provisorio situado en la calle Sobremonte 450, los señores Francisco Emma, Antonio F. Lucero, Antonio Moya, Silvestre Tenaglia, Pedro L. Kelly, Diego Viré, Julio Ramos, Justo Quiroga, Arturo Cataldo, Alfredo Pavoni, Manuel Mosso, José Bonino, Damián Villegas, Juan Rigo, Ramón Zabala, Ernesto Artundo. El señor Emma hace uso de la palabra y pide que se nombre un presidente provisorio para actuar en la Asamblea, recayendo la elección por unanimidad en el señor Antonio F. Lucero.
Siendo las 9 p.m. el Presidente señor Antonio Lucero declara abierta la sesión. El mismo Emma pide la palabra y manifiesta que el motivo de la reunión es dejar constituido el Centro Sportivo Estudiantes. Que el cuadro de “Estudiante” de football del cual el señor Emma es capitán dependía hasta la fecha del Centro Bernardino Rivadavia. Que siendo imposible continuar bajo esa dependencia por cuanto dicho Centro no se preocupa por el sport; hacía moción de declararse libre e independiente; constituir el Centro Sportivo Estudiantes y nombrar sus autoridades y practicar el football con la base de un cuadro que se constituirá al efecto.
Puesta a votación las dos mociones del señor Emma son aprobadas por la Asamblea. Se procede a elegir la Comisión Directiva provisoria que queda constituida de la siguiente manera: Presidente Antonio F. Lucero, vicepresidente Diego Viré, secretario S. Oliva Peralta, prosecretario Pedro L. Kelly, tesorero Ludovico Cacciavillani, protesorero Justo C. Carrera, vocales Silvestre Tenaglia, José Alaníz, Francisco Emma, Antonio Moya, Guillermo Segundo Medina Cabral.
El cuadro de football de primera división queda constituido de la siguiente manera: Nicolás Bracamonte, Francisco Emma, H. Alaníz, Ernesto Artundo, Justo Quiroga, J. Alaníz, José Bonino, Arturo Cataldo, Juan Rigo, Mr. Pell Yates y Alejandro Domínguez. No habiendo más asuntos que tratar y siendo las 10 p. m. el señor Presidente levanta la sesión.
La comisión elegida tuvo la misión de organizar el naciente club, y se adquirieron los primeros muebles.

### Hechos Trascendentes
- El 13 de agosto de 1916, Estudiantes recibe la visita de Universitario de Córdoba (empatan 1 a 1) y este hecho es considerado el punto inicial para la organización del fútbol riocuartense.

- En 1917 Estudiantes fue campeón del primer torneo organizado por la Federación de Foot-ball de Río Cuarto.

- El 30 de septiembre de 1918 se decide darle el definitivo nombre de Asociación Atlética Estudiantes, dejando de lado el de "Club Atlético Estudiantes" que se usaba hasta ese momento.

- El 12 de octubre de 1938, jugando un partido ante Argentino de Marcos Juárez, al que derrotó 8 a 1, Estudiantes inauguró su estadio en el predio del Mogote (ubicación actual).

- En julio de 1938 se produce un hecho institucional de gran trascendencia como es la obtención de la personería jurídica, por Decreto 40674 Serie "A".

- Por el año 1945 Estudiantes cumple una de sus más antiguas ambiciones, la de adquirir la sede propia. Después de vagabundear por 33 años en locales prestados y alquilados, se suscribe el boleto de compra - venta por una propiedad ubicada en la calle Alvear 574, donde actualmente hay un frigorífico.

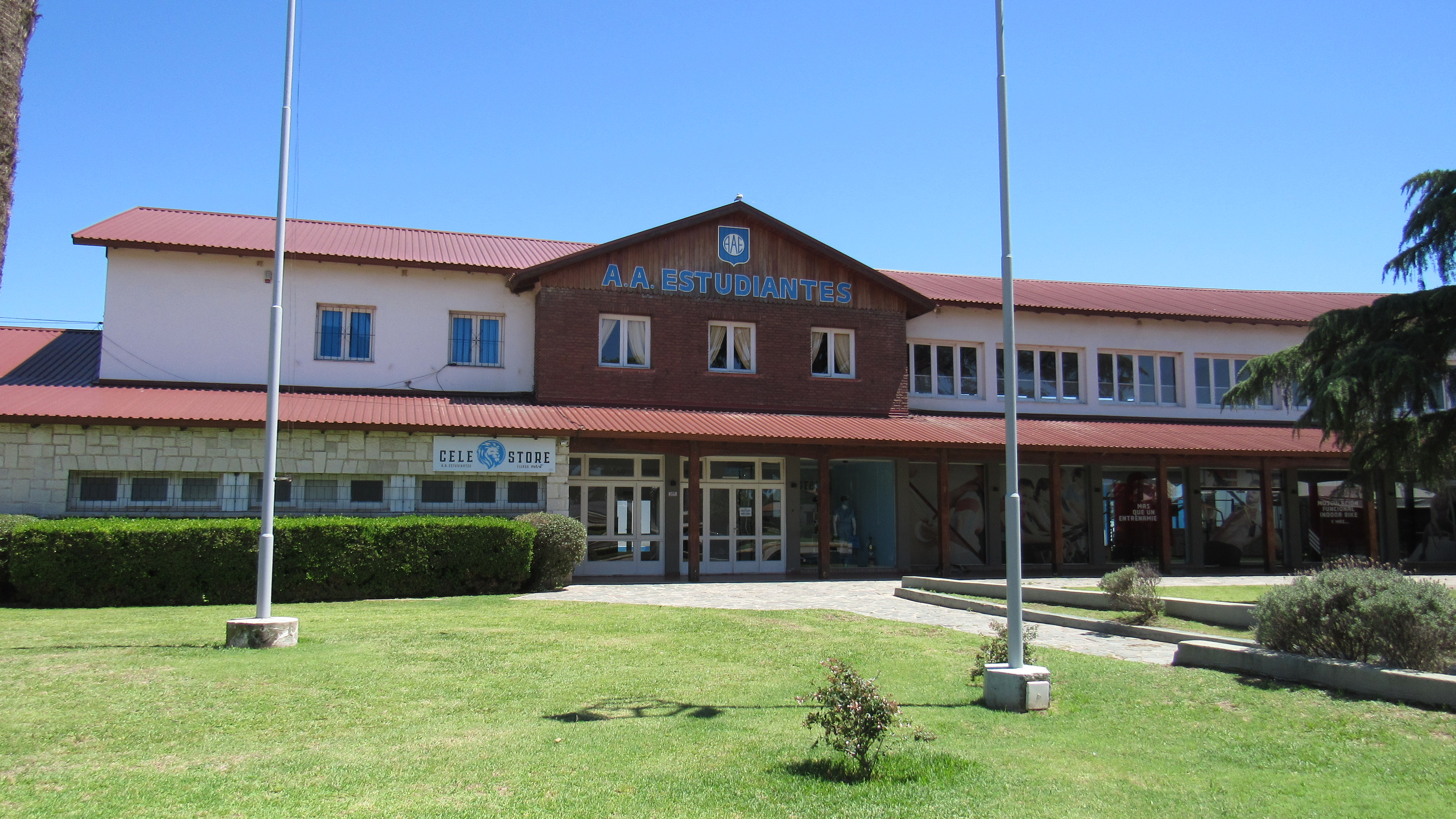
Sede de Avenida España

- Sede de Avenida EspañaEn el año 1948 recibe una donación del Gobierno Nacional de manos del Ministro de Obras Públicas General Juan Pistarini y se construye la sede actual de Avenida España, inaugurada en 1951. Para festejar tan importante acontecimiento se juega un partido amistoso (en primera y cuarta) frente a Estudiantes de La Plata.

- El 17 de agosto de 1959 inaugura en su estadio la primera tribuna de cemento (tribuna oeste), jugando con Newell’s Old Boys, dejando a los espectadores insatisfechos por la poca visibilidad aclarada arriba.

- El 20 de enero de 1961 se dota al estadio de iluminación artificial (Estudiantes cae 3 a 2 con Chacarita Juniors), financiado por el gobierno de la ciudad.

- En 1966 se construye la tribuna este sobre la Avenida España que en parte es inaugurada el 25 de mayo de 1966 con un partido amistoso ante Independiente de Avellaneda. La gran capacidad del estadio produce una recaudación récord en Río Cuarto.

- El 19 de abril de 1975 se inauguran los nuevos vestuarios bajo la tribuna oeste.
- El 17 de diciembre de 2016 ascendió al Torneo Federal A.

- El día 31/01/2019 en el sorteo de la fase final de la Copa Argentina organizada por la AFA, se determinó que su rival será el Club Atlético Boca Juniors.

- El día 05/05/2019 logra consagrarse campeón del pentagonal final del Torneo Federal A y así consigue el ascenso a la Primera B Nacional por primera vez en su historia.

## Uniforme
- Uniforme titular: Camiseta celeste, pantalón blanco y medias celestes.
- Uniforme alternativo: Camiseta negra, pantalón y medias negras.

### Indumentaria y patrocinador
| Período       | Proveedor   |
| ------------- | ----------- |
| 1980-1984     | Gymnos      |
| 1985-1986     | Adidas      |
| 1987-1992     | Gasmax      |
| 1992-1993     | Reusch      |
| 1993-1995     | Play        |
| 1995-1996     | Sportlandia |
| 1996-2001     | Play        |
| 2001-2006     | GG Sports   |
| 2006-2014     | Sportlandia |
| 2015-2016     | Qalzo       |
| 2017-2019     | Yac Sport   |
| 2019-presente | Mitre       |

| Período       | Patrocinador                            |
| ------------- | --------------------------------------- |
| 1984-1985     | Gymnos                                  |
| 1986          | Gioner                                  |
| 1987          | Yáñez/Arnoldo S. Fortuna S.A.           |
| 1987-1988     | Fischer Respuestos                      |
| 1988-1990     | Rumifer                                 |
| 1990-1996     | Pastas La Italiana                      |
| 1996-1997     | Video Visión                            |
| 1997-1998     | Disco                                   |
| 1998-2000     | Panificadora Veneziana                  |
| 2000-2002     | Disco                                   |
| 2004-2005     | Súper Vea                               |
| 2005-2006     | Súper Vea/Banco de Córdoba              |
| 2007-2008     | Banco de Córdoba                        |
| 2008-2015     | Pastas La Italiana/Banco de Córdoba     |
| 2016-2017     | Quatro TV Digital/Radio Electrón/Tate   |
| 2017-2019     | Deportes Río Cuarto/Radio Electrón/Tate |
| 2019-2021     | Deportes Río Cuarto/Radio Electrón      |
| 2021-2022     | Deportes Río Cuarto                     |
| 2022-2024     | Deportes Río Cuarto/Radio Electrón      |
| 2024-presente | Deportes Río Cuarto/Pinturas Micam      |

## Rivalidades
El Clásico Riocuartense es como habitualmente se denomina al partido del fútbol argentino que enfrenta a los dos clubes más importantes de Río Cuarto: Estudiantes y Club Sportivo y Biblioteca Atenas.
- El primer partido oficial se disputó el 1 de diciembre del 2000, y en el mismo, Atenas se impuso por 2 a 1 ante Estudiantes pero por la mala inclusión de un jugador de Atenas, el Consejo Federal le dio por ganado el partido a Estudiantes por 1 a 0.
- La mayor goleada en la historia del clásico fue el 13 de diciembre del 2000 cuando Estudiantes venció por 5 tantos contra 0 a Atenas en el Torneo Argentino B 2000-01.
- Se enfrentaron 1 vez en Copa Argentina 2012 donde luego de empatar 1 a 1, Atenas se impuso por penales 4 a 2.

Contando partidos oficiales, han jugado un total de 23 partidos de los cuales Estudiantes ganó 10, Atenas 6 y empataron en 7 oportunidades.
Actualizado al 9 de octubre de 2016.
| Rival  | PJ | PG | PE | PP | GF | GC | DIF |
| ------ | -- | -- | -- | -- | -- | -- | --- |
| Atenas | 23 | 10 | 7  | 6  | 27 | 18 | +4  |

| PJ: partidos jugados | PG: partidos ganados | PP: partidos perdidos | PE: partidos empatados | GF: goles a favor | GC: goles en contra | DIF: diferencia de partidos a favor |

## Presidentes
Fueron presidentes en este club:
Juan Francisco Remedi, Nicolás Hillar, Octavio Jorba, José Sarandón, Antonio Lucero, Félix D'Eramo, Justo Carrera, Carlos Rosas Sarandón, Raúl Petracca, José Boqué, Pablo Videla, Alejandro Domínguez, Adolfo Calderón Arce, Francisco Bauducco, Oscar Piñero, Alberto Cornejo, Andrés Osella, Augusto Nicolás Finola, José Sassi, Vicente Emma, Raúl Amaya, Héctor Mura, Julio Molina, Brígido Aguirre, Rodolfo Centeno, Virgilio Bertoldi, Antolín García, Pedro Tonelli, Antonio Candini, Jorge Castelli, Carlos Garro, Roberto Birri, Félix Almada, Jorge Artundo, Miguel Mugnaini, Mario García Cocco, Iván Rozzi, Roberto Gualtieri y Alicio Osvaldo Dagatti.

### Comisión Directiva
El 30 de marzo de 2015 se efectuaron los comicios en la entidad donde resultó elegida la siguiente comisión, perteneciente a la agrupación Mundo Celeste:
- Presidente: Alicio Osvaldo Dagatti.
- Vicepresidente Primero: Iván Federico Rossi.
- Vicepresidente Segundo: Roberto Dante Gualtieri.
- Secretario: Martín Sentous.
- Prosecretario: Javier Gabutti.
- Tesorero: Claudio Pérez.
- Protesorero: Luis Amor.
- 1º Vocal Titular: Carlos Horacio Santolalla.
- 2º Vocal Titular: Ricardo Pablo Rolotti.
- 3º Vocal Titular: Alberto Luis Gomila.
- 4º Vocal Titular: Hugo Irusta Pallero.
- 1º Vocal Suplente: Jorge Oscar Buitrago.
- 2º Vocal Suplente: Gastón Aníbal Ávalos.
- 3º Vocal Suplente: Griselda Duarte.
- Comisión Revisor de Cuentas Titular: Edgardo Cesarone.
- Comisión Revisor de Cuentas Titular: Esteban Enrique Gómez.
- Comisión Revisor de Cuentas Suplente: Ariel Hildman.

## Estadio
El Estadio Ciudad de Río Cuarto Antonio Candini está ubicado en Avenida España 251 de la Ciudad de Río Cuarto, en la provincia de Córdoba. Fue inaugurado en el predio del Mogote el 12 de octubre de 1938, en un partido en el que Estudiantes derrotaría a Argentino de Marcos Juárez por 8 a 1. El 17 de agosto de 1959 se inaugura la primera tribuna de cemento (tribuna oeste), jugando con Newell’s Old Boys, dejando a los espectadores insatisfechos por la poca visibilidad.
El 20 de enero de 1961 se dota al estadio de iluminación artificial (Estudiantes cae 3 a 2 con Chacarita Juniors). En 1966 se construye la tribuna este sobre la Avenida España que en parte es inaugurada el 25 de mayo de 1966 con un partido amistoso ante Independiente de Avellaneda. La gran capacidad del estadio produce una recaudación récord en Río Cuarto. 
El 19 de abril de 1975 se inauguran los nuevos vestuarios bajo la tribuna oeste. Fue sede de los Campeonatos Nacionales de Primera División en 1983, 1984 y 1985, cuando Estudiantes se clasificó para disputar dichos torneos, recibiendo rivales como Ferro Carril Oeste, Huracán de Parque Patricios o River Plate. A principios del año 2010 se inaugura la Popular Sur.

## Jugadores

### Plantel 2025
- Actualizado el 18 de junio de 2025

- Los equipos argentinos están limitados a tener un cupo máximo de seis jugadores extranjeros, aunque solo cinco podrán firmar la planilla del partido

#### Altas
| Invierno            |                |                             |                      |
| -                   | -              | -                           | -                    |
| Verano              |                |                             |                      |
| Joaquín Bigo        | Guardameta     | Gimnasia y Esgrima de Jujuy | Regresa del préstamo |
| Francisco Gualtieri | Guardameta     | Talleres de Córdoba         | Libre                |
| Brian Olivera       | Guardameta     | Monagas                     | Regresa del préstamo |
| Juan Antonini       | Defensa        | Colón de Santa Fe           | Libre                |
| Facundo Cobos       | Defensa        | Academia Puerto Cabello     | Libre                |
| Santiago Heredia    | Defensa        | Lanús                       | Libre                |
| Sergio Ojeda        | Defensa        | Nacional                    | Libre                |
| Matías Pagliaricci  | Defensa        | Alumni de Villa María       | Regresa del préstamo |
| Matías Ruiz Díaz    | Defensa        | Independiente Rivadavia     | Libre                |
| José Aguirre        | Centrocampista | San Martín de Formosa       | Libre                |
| Alejandro Cabrera   | Centrocampista | Banfield                    | Préstamo             |
| Álvaro Cuello       | Centrocampista | Guaraní                     | Regresa del préstamo |
| Gabriel Gudiño      | Centrocampista | Sarmiento de Junín          | Libre                |
| Saúl Nelle          | Centrocampista | Talleres (RdE)              | Libre                |
| Brian Orosco        | Centrocampista | Estudiantes de La Plata     | Préstamo             |
| Fabio Vázquez       | Centrocampista | Deportes Antofagasta        | Libre                |
| Javier Ferreira     | Delantero      | Acción Juvenil              | Libre                |
| Agustín Fontana     | Delantero      | Águilas Doradas             | Libre                |
| Martín Garnerone    | Delantero      | Belgrano de Córdoba         | Libre                |
| Lucas González      | Delantero      | Aldosivi de Mar del Plata   | Libre                |
| Agustín Morales     | Delantero      | All Boys                    | Libre                |
| Marcelo Olivera     | Delantero      | Mitre de Posadas            | Libre                |

#### Bajas
| Invierno           |                |                          |                       |
| José Aguirre       | Centrocampista | Agente libre             | Rescisión de contrato |
| Gabriel Gudiño     | Centrocampista | Atlético Tembetary       | Rescisión de contrato |
| Matías Rosales     | Centrocampista | Agente libre             | Rescisión de contrato |
| Verano             |                |                          |                       |
| Williams Barlasina | Guardameta     | Newell's Old Boys        | Fin del préstamo      |
| Juan Strumia       | Guardameta     | Belgrano de Córdoba      | Fin del préstamo      |
| Gastón Arturia     | Defensa        | Unión de Santa Fe        | Fin de contrato       |
| Yago De Vito       | Defensa        | Vélez Sarsfield          | Fin del préstamo      |
| Marcio Gómez       | Defensa        | Racing de Córdoba        | Fin del préstamo      |
| Agustín Solveyra   | Defensa        | Sarmiento de La Banda    | Fin de contrato       |
| Jonathan Blanco    | Centrocampista | Tacuary                  | Rescisión de contrato |
| Nahuel Cainelli    | Centrocampista | San Martín de Tucumán    | Fin de contrato       |
| Maximiliano Gatani | Centrocampista | Talleres de Córdoba      | Fin del préstamo      |
| William Machado    | Centrocampista | Almirante Brown          | Fin de contrato       |
| Francisco Romero   | Centrocampista | Deportes Limache         | Fin de contrato       |
| Santiago Romero    | Centrocampista | San Martín de Mendoza    | Fin de contrato       |
| Walter Acuña       | Delantero      | Ciudad Bolívar           | Rescisión de contrato |
| Israel Escalante   | Delantero      | Boca Juniors             | Fin del préstamo      |
| Alejo Mainero      | Delantero      | Gimnasia y Esgrima (CdU) | Fin de contrato       |
| Facundo Pons       | Delantero      | Defensores de Belgrano   | Rescisión de contrato |

#### Cesiones
| Jugador            | Posición   | Destino                  | Fin del préstamo |
| ------------------ | ---------- | ------------------------ | ---------------- |
| Ignacio Hildmann   | Guardameta | Sol de Mayo de Viedma    | 31-12-2024       |
| Ignacio Abraham    | Defensa    | Banfield                 | 31-12-2025       |
| Nahuel Pagani      | Defensa    | Sol de Mayo de Viedma    | 31-12-2024       |
| Renzo Reynaga      | Delantero  | Gimnasia y Tiro de Salta | 31-12-2025       |
| Guillermo Villalba | Delantero  | Defensores de Belgrano   | 31-12-2025       |

## Datos del club

### Temporadas y participaciones
- Temporadas en Primera División: 3
  - Torneo Nacional: 3 (1983 - 1985).
  - Ubicación en la tabla histórica de Primera División: 130.°
- Temporadas en Segunda División: 14
  - Torneo Regional: 7 (1972, 1974 - 1975, 1977, 1979, 1982, 1984).
  - Primera Nacional: 7 (2019/20 - 2025)
  - Ubicación en la tabla histórica de Segunda División: 72.°
- Temporadas en Tercera División: 17
  - Torneo del Interior: 6 (1986/87 - 1990/91, 1993/94 - 1994/95).
  - Argentino A: 9 (1995/96 - 1999/00, 2001/02 - 2002/03, 2009/10 - 2010/11).
  - Federal A: 2 (2017/18 -  2018/19).
  - Ubicación en la tabla histórica de Tercera División: 21.°
- Temporadas en Cuarta División: 14
  - Argentino B: 10 (2000/01, 2003/04 - 2008/09, 2011/12 - 2013/14.
  - Federal B: 4 (2014 -  C 2016).

## Liga Regional
Estudiantes es el máximo campeón de la Liga Regional de Fútbol de Río Cuarto, con 34 campeonatos.

### Federación de Foot-Ball de Río Cuarto
| Año  | Equipo Base |
| ---- | --- |
| 1917 | José Mesado, Luis De Cesari, Humberto Alaníz, Alejandro Frassoni, Justo Pastor Quiroga, Salvador Cetta, Fernando Valsano, Ricardo Zavala Ortiz, Pedro Kelly, Alberto Díaz, José Gumersindo Alaníz. |
| 1919 | Ramón Zabala, Olivera, Rodríguez, Floriani, Justo Quiroga, Nicanor Alfonso, José Rigo, Alejandro Domínguez, José Alaníz, Elías Bertón, Zavala Ortiz.                                               |
| 1920 | Nicolás Bracamonte, Floriani, Rodríguez, Adolfo Racagni, Justo Quiroga, N. Alfonso, "Pichinene" Díaz, A. Domínguez, J. Alaníz, Rigo, Julio Alfonso.                                                |
| 1921 | Bracamonte, , J. Salvatierra, Venancio Pereyra, N. Alfonso, J. Quiroga, A. Racagni, Navarro, J. Alaníz, J. Alfonso, Rigo, Díaz.                                                                    |
| 1922 | R. Zabala, V. Pereyra, W. Luján, Leoncio Ochoa, J. Quiroga, A. Racagni, Antonio Moya, Navarro, J. Alaníz, A. Domínguez, Díaz.                                                                      |
| 1923 | Lucero, Palacios, W. Luján, N. Alfonso, J. Quiroga, Molina, Benjamín Toledo, A. Moya, Díaz, Tello, Ceballos.                                                                                       |
| 1924 | Hurtado, J. Alaniz, Palacios, R. Fiorda, A. Moya, N. Alfonso, Calderón, Díaz, L. Ochoa, Sánchez, Rojo.                                                                                             |
| 1925 | A. Ballesteros, A. Ramírez, R. Fiorda, B. Rearte, J. Quiroga, A. Racagni, Coffini, Vera, A. Moya, J. Alaníz, R. Cardozo.                                                                           |

### Liga de Foot - Ball de Río Cuarto
| Año  | Equipo Base |
| ---- | --- |
| 1949 | Alberto Odierno, Edgardo Acosta, Osvaldo Salvador, Nilo Gacitúa, Manuel Nava, Tomás Romero, Raúl Díaz, Miguel Paniego, José Pierangeli, Luis Peñaloza, Alberto Colombo. |
| 1953 | A. Odierno, Sergio Ghergo, Hugo Alaníz, Omar Ledesma, Abraham Miguel, Oviedo, Salvador Sisalli, Julio Rivero, José Pierangeli, Ricardo Suárez, Rubén Gómez.             |
| 1955 | Vega, H. Alaníz, Luis Del Cantare, Rolando Pierangeli, A. Miguel, Miguel Pierini, Salvador Sisalli, Julio Rivero, José Pierangeli, Ricardo Suárez, Rubén Gómez.         |
| 1958 | Roccia, Ledesma, Ghergo, Del Cantare, Montes, Suárez, Isaía, Biassi, Cáceres, Piovano, Tenreyro.                                                                        |
| 1960 | Roccia, Enrique Bravi, Del Cantare, Salinas, Antonio Sisalli, Suárez, Crenna, Alfonso, Cáceres, Muñoz, Gómez.                                                           |
| 1961 | Despósito, Varisco, Del Cantare, Carlos Galíndez, Villarreal, Oscar Alfonso, Biassi, Muñoz, Cáceres, Miguel Laciar, Salvador Zalazar.                                   |
| 1962 | Despósito, Galíndez, Miguel Arguello, Ernesto Salinas, A. Sisalli, Suárez, S. Sisalli, Laciar, Biassi, Rivero, Arroz.                                                   |
| 1964 | Despósito, Oscar Bonetto, Salazar, Zonni, Muñoz, Alfonso, Roberto Cabral, Ricardo Ortíz, Knutsen, Pedro García, Julio Sola.                                             |

### Liga Regional de fútbol de Río Cuarto
| Año  | Equipo Base |
| ---- | --- |
| 1966 | Miguel Escudero, Ernesto Salinas, Omar Alejo González, Luis Del Cantare, Miguel Ángel Arguello, Hugo Magnani, Roberto Cabral, Julio Rivero, Francisco Percello, Miguel Laciar, Roberto Vera.       |
| 1967 | Escudero, González, Salinas, Isidoro Celucci, Arguello, Angel Garay, Humberto Mansilla, Rivero, Percello, Laciar, Ricardo Ortiz.                                                                   |
| 1968 | Escudero, Salinas, González, Celucci, Ricardo Casas, Mansilla, Raúl Simón Rodríguez, Sarquis, Laciar, Percello, Saliba.                                                                            |
| 1969 | Escudero, Salinas, O. González, Celucci, M. Arguello, Mansilla, R. Rodríguez, Saliba, Laciar, Percello, Luis Arguello.                                                                             |
| 1971 | Escudero, Salinas, Juan José Ferreti, Celucci, Raúl Vilchez, Eduardo Giuliano, Héctor Pitarch, L. Arguello, Percello, Juan Jose Irigoyen, Rubén Díaz.                                              |
| 1973 | Escudero, Eduardo Bernabé Contreras, Servin Rodríguez, R. Rodríguez, M. Arguello, José Robles, Mansilla, Giuliano, Ricardo Tomás Aimar, Aldo Domingo Arana, R. Díaz.                               |
| 1974 | Escudero, Pablo Romero, Servin, Rodríguez, Horacio Alaníz, Mansilla, Hugo Bataglino, Arias, Robles, Arana, R. Díaz.                                                                                |
| 1976 | Rodolfo Jafele, Walter Gómez, Servín, Rodríguez, José Bernabé Leonardi, Mansilla, José S. Echeverría, Gabriel Seghetti, Edgardo Ramón Funes, Pedro Algarbe, Roberto Rubén Arias.                   |
| 1978 | Roberto Medrán, Gómez, Juan D. Sánchez, Ricardo Domingo Acevedo, Juan Siravegna, Jorge Lucero, R. Rodríguez, Guillermo Aramayo, Arguello, Funes, Arias.                                            |
| 1981 | Rubén Ferrari, Gómez, Acevedo, Omar Carranza, Carlos Dante Pepellín, Sergio Nelson González, Miguel Ponce, José Andrés Monserrat, Funes, Eduardo Santiago Torletti, José Luis Moreno.              |
| 1985 | Roberto Aguilar, Carlos Chiera, Luis Carranza, Jorge Burki, Diego Felizzia, Edgardo Magallanes, Ariel Mulinari, Jorge Adrián Rodríguez, Daniel Arias, Gustavo Bartolucci, Sergio Guillermo Roccia. |
| 1989 | Ferrari, Raúl Gamarra, Dino Salvai, L. Carranza, Burki, Hugo Mattea, Hugo Francés, Diego Bellini, Fabián Lugren, J. Rodríguez, S. Roccia.                                                          |
| 1992 | Ricardo Vilas Boas, Leonardo Arguello, L. Carranza, Salvai, Daniel López, Claudio Ochoa, Burki, J. Rodríguez, José Barroso, Pedro Rojo, Omar Agüero.                                               |
| 1995 | Paulo Arias, Horacio Rodríguez, L. Carranza, Alfredo Maldonado, D. López, Ubaldo Gutiérrez, Magallanes, D. Bellini, Ceferino Flores, Patricio Fernández, Ochoa.                                    |
| 1997 | Arias, Augusto Ciuffolini, Jorge Diez, D. López, Jorge Donda, Magallanes, Omar Bogni, Federico Funes, Cristian Scalarea, Diego Carranza, Rodrigo Siravegna.                                        |
| 2000 | Cristian Escudero, Bogni, Diez, Germán Rodríguez, Diego López, Ochoa, Mario Velázquez, F. Funes, Daniel López, Siravegna, Ariel Dolso.                                                             |
| 2004 | José Mancinelli, Bogni, D. López, Miguel Carrizo, Hugo Baigorria, Dante Bernardes, Sergio Orellano, Ezequiel Salusso, Marcos Castagnino, Julio Parejo, R. Siravegna.                               |

## Palmarés
| Torneos Nacionales                         | Torneos Nacionales | Torneos Nacionales |
| Competición                                | Títulos | Subcampeonatos     |
| ------------------------------------------ | --- | ------------------ |
|                                            | |                    |
| Segunda División                           | |                    |
| Torneo Regional (3)                        | 1983, 1984, 1985 | -                  |
| Primera B Nacional (0/1)                   | - | 2020               |
| Tercera División                           | |                    |
| Torneo Federal A (1/0)                     | 2018-19 | -                  |
| Cuarta División                            | |                    |
| Torneo Argentino B (1/1)                   | 2008-09 | 2013-14            |
| Torneo Federal B (1/0)                     | C 2016 | -                  |
| Torneos Provinciales                       | |                    |
| Competición                                | Títulos | Subcampeonatos     |
| Zonal de Interligas e Interclubes (1)      | 1962 | -                  |
| Provincial de la ACF (4)                   | 1978, 1982-83, 1986, 1990 | 1981-82            |
| Interligas de la ACF (1)                   | 1993 | -                  |
| Torneos Regionales                         | |                    |
| Competición                                | Títulos | Subcampeonatos     |
| Liga Regional de Fútbol de Río Cuarto (36) | 1917, 1919, 1922, 1924, 1949, 1953, 1955, 1958, 1960, 1961, 1962, 1964, 1966, 1967, 1968, 1969, 1971, 1973, 1974, 1976, 1978, 1981, 1985, 1989, 1992, Ap. 1995, Ap. 1997, 2000, Ap. 2004, Of. 2004, Ap. 2015, Cl. 2015, Ap. 2017, Of. 2017, Ap. 2019, Of. 2019. (Record) | Se desconoce.      |
| Copa Competencia (4)                       | 1920, 1921, 1923, 1925 |                    |

1. ↑  Entre los años 1967 y 1985 los equipos indirectamente afiliados clasificaban al Torneo Nacional de Primera División mediante el Torneo Regional. No otorgaba título de campeón.

## Otras actividades
- Fútbol
- Básquetbol
- Tenis
- Hockey
- Gimnasia artística
- Handball